# Грејпланд (Тексас)
Грејпланд (енгл. Grapeland) град је у америчкој савезној држави Тексас. По попису становништва из 2010. у њему је живело 1.489 становника.

## Демографија
Према попису становништва из 2010. у граду је живело 1.489 становника, што је 38 (2,6%) становника више него 2000. године.
| Група             | 2000.       | 2010.       |
| Белци             | 907 (62,5%) | 915 (61,5%) |
| Афроамериканци    | 507 (34,9%) | 507 (34,0%) |
| Азијати           | 1 (0,1%)    | 3 (0,2%)    |
| Хиспаноамериканци | 24 (1,7%)   | 46 (3,1%)   |
| Укупно            | 1.451       | 1.489       |